# Aratinga aurea
Aratinga aurea là một loài chim trong họ Psittacidae.

## Hình ảnh

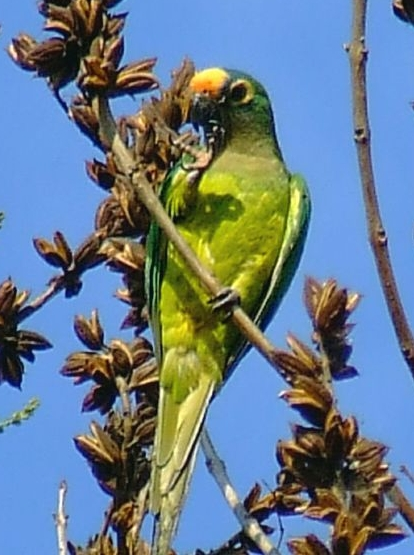
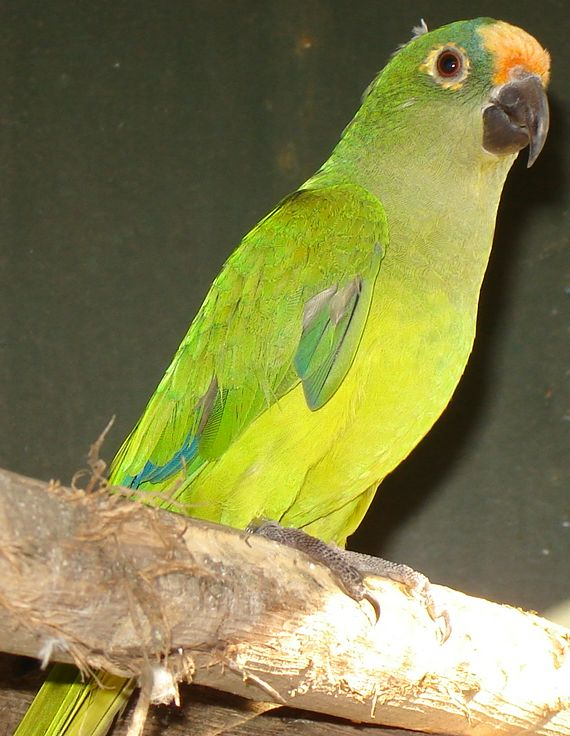
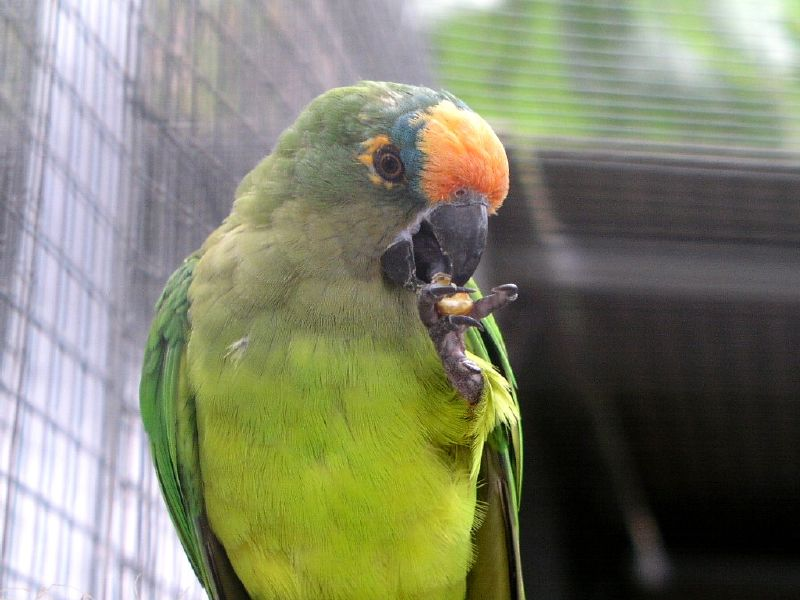
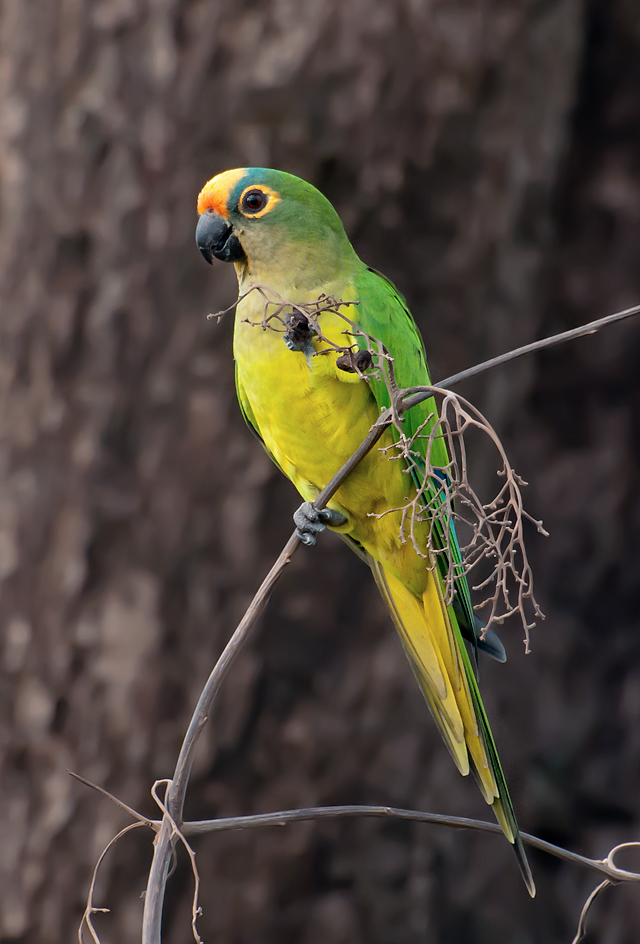